# Adrián Vicente
Adrián Vicente Yunta, född 11 juni 1999 i Madrid, är en spansk taekwondoutövare. 

## Karriär

### 2017–2019
I juni 2017 tävlade Vicente i 54 kg-klassen vid VM i Muju, där han blev utslagen i åttondelsfinalen av brasilianske Adriano Alves. I maj 2018 tog Vicente guld i 54 kg-klassen vid EM i Kazan efter att ha besegrat ryske Magomed Gagijev i finalen. Under 2018 tog han även brons i 58 kg-klassen vid Grand Prix i Manchester.
I maj 2019 tävlade Vicente i 54 kg-klassen vid VM i Manchester, där han blev utslagen i sextondelsfinalen av ryske Georgij Popov. Under 2019 tog Vicente även brons i 58 kg-klassen vid Grand Prix i Chiba.

### 2021–2022
I april 2021 tog Vicente silver i 58 kg-klassen vid EM i Sofia efter en finalförlust mot franske Cyrian Ravet. I juli 2021 tävlade han i 58 kg-klassen vid OS i Tokyo. Vicente besegrade portugisiske Rui Bragança i den första omgången men blev sedan utslagen i kvartsfinalen av sydkoreanske Jang Jun.
I maj 2022 tog Vicente brons i 58 kg-klassen vid EM i Manchester. I juli 2022 tog han guld i 58 kg-klassen vid medelhavsspelen i Oran efter att ha besegrat marockanske Omar Lakehal i finalen. I november 2022 tävlade Vicente i 58 kg-klassen vid VM i Guadalajara, där han blev utslagen i sextondelsfinalen av iranske Hossein Lotfi. Under 2022 tog Vicente även brons i 58 kg-klassen vid Grand Prix i Rom och Paris.

### 2023–
I maj 2023 tog Vicente brons i 58 kg-klassen vid VM i Baku. Följande månad tog han guld i 58 kg-klassen vid europeiska spelen i Kraków-Małopolska efter att ha besegrat irländske Jack Woolley i finalen. Under 2023 tog Vicente även guld i 58 kg-klassen vid Grand Prix i Rom, brons i Taiyuan samt silver vid Grand Prix-finalen i Manchester.
I maj 2024 vid EM i Belgrad tog Vicente sitt andra raka EM-brons i 58 kg-klassen.